# Bedřich Václavek

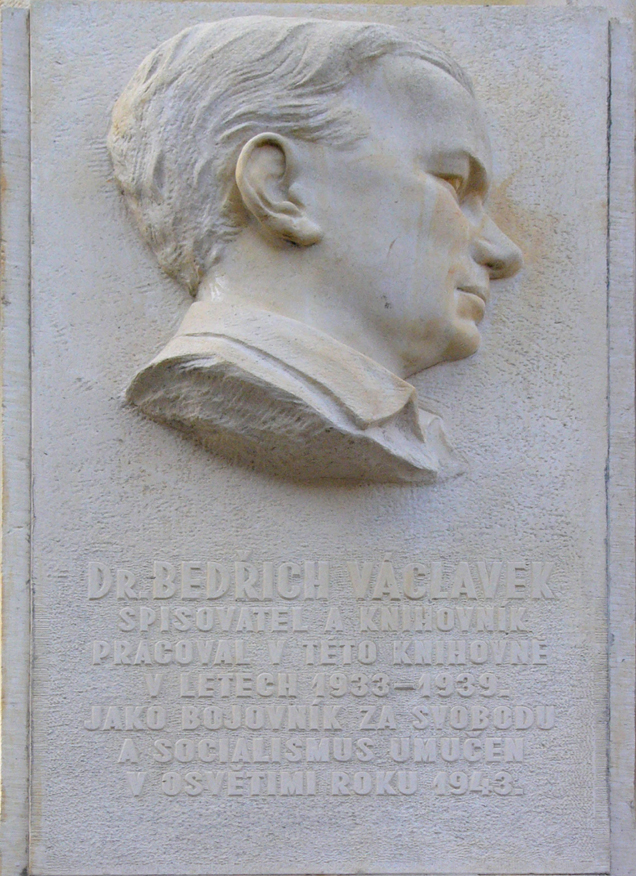
Bedřich Václavek

Bedřich Václavek (Pseudonyme: P. Bok; L. Čivrný) (* 10. Januar 1897 in Čáslavice, Österreich-Ungarn; † 5. März 1943 im KZ Auschwitz) war ein tschechischer Literaturkritiker und Theoretiker.

## Leben
Nach dem Abitur 1915 auf dem Gymnasium in Třebíč diente er bis zum Ende des Ersten Weltkrieges in der Armee. Von 1918 bis 1923 studierte Václavek an der Philosophischen Fakultät der Karls-Universität in Prag Bohemistik und Germanistik. 1922 ging er nach Berlin und studierte dort Theaterwissenschaften und Journalismus. Von 1923 lehrte er ein Jahr lang am staatlichen Realgymnasium in Staré Brno, danach übernahm er den Posten eines Bibliothekars in der Landes- und Universitätsbibliothek in Brünn. 1933 wird er wegen der Mitgliedschaft zu linksorientierten politischen Gruppen in die Universitätsbibliothek nach Olmütz versetzt. 1939 habilitiert er ohne Bestätigung durch das Schulministerium über Schriftentum und Volkstradition. 1940 zieht er sich in den Untergrund zurück, wird 1942 gefangen genommen und nach Inhaftierung im Gefängnis Pankraz in das KZ Auschwitz überführt.

## Person
Václavek war überzeugter Marxist, von 1925 Mitglied der Kommunistischen Partei der Tschechoslowakei, unterstützte Streiks und arbeitete von 1932 bis 1933 in der Avantgarde-Gruppierung Levá fronta (Linke front) mit. Künstlerisch und organisatorisch machte er sich einen Namen als Redakteur in verschiedenen Zeitschriften und durch Teilnahme an der Internationalen Konferenz proletarischer, revolutionärer Schriftsteller in Charkow. Von 1923 bis 1924 war er Vorsitzender des Brünner Schriftstellerverbandes Devětsil.

## Lehre
Bedřich Václavek war einer der größten Kritiker und Theoretiker der avantgardischen Kunst und der tschechischen Marxismusliteratur. Er betrachtete Ästhetik, Literaturkritik, Volkskultur und Geschichte aus der Sicht eines Marxisten. Er gehörte zunächst zu den Theoretikern der Avantgarde, wandte sich später aber dem Poetismus und Konstruktivismus zu. In den 1930er Jahren vertrat er synthetische und dynamische Ansichten des sozialistischen Realismus als eine Synthese der avantgardischen und proletarischen Kunst mit den aktiven Beziehungen zum Leben. Er widmete sich auch noetischen Fragen der Kunst.

### Fachbücher
- Od umění k tvorbě, 1928, 1949
- Poesie v rozpacích, 1930
- Česká literatura XX. století, 1935, 1947, 1974
- Tvorbou k realitě, 1937, 1946
- Písemnictví a lidová tradice, 1938, 1947
- Lidová slovesnost v českém vývoji literárním, 1940
- Deset týdnů, 1946, 1958
- O české písni lidové a zlidovělé, 1950
- Tvorba a společnost, 1961
- Literární studie a podobizny, 1962
- O lidové písni a slovesnosti, 1963
- Knihy z Ruska a o Rusku, 1965
- Tradice a modernost, 1973
- Kritické stati z třicátých let, 1975
- Juvenilie, 1978
- Ruská revoluce a literatura, 1980
- Tvorba a skutečnost, 1980
- Korespondence Bedřich Václavek  s Hanou Humlovou, 1983.

### Sammelwerke
- Společenské vlivy v životě a díle K. H. Máchy, Torzo a tajemství Máchova díla, 1938
- SSSR v československé poezii, 1936
- České písně kramářské, (Mitautor Robert Smetana), 1937, 1949
- Všemu navzdory (unter dem Pseudonym P. Bok), 1938
- Český národní zpěvník, (Mitautor Robert Smetana), 1940, 1949
- Historie utěšené a kratochvilné, 1941 (Pseudonym L. Čivrný), 1950
- Český listář, 1949
- Kniha satir, (Mitautor D. Šajner), 1949
- České světské písně zlidovělé, (Mitautor Robert Smetana), 1955.

### Übersetzungen
- Leonhard Frank: Ochsenfurtské kvarteto, 1930
- Gottfried Keller: Zelený Jindřich, 1931, 1951
- Franz Carl Weiskopf: Převrat, 1932
- Jakob Wassermann: Co platno člověku, 1933
- Hans Fallada: Zelený Gustav, 1941.

## Biographie
- Ludvík Svoboda: Bedřich Václavek  jako sociolog literatury, 1947
- Jiří Taufer: O Bedřich Václavek, 1957
- Květoslav Chvatík: Bedřich Václavek  a vývoj české marxistické estetiky, 1962